# Гиролт (Сату Маре)
Гиролт (рум. Ghirolt) насеље је у Румунији у округу Сату Маре у општини Мофтину. Oпштина се налази на надморској висини од 120 m.

## Становништво
Према подацима из 2002. године у насељу је живело 181 становника.

### Попис2002.
| Расподела становништва по националности 2002.‍ | Расподела становништва по националности 2002.‍ | Расподела становништва по националности 2002.‍ | Расподела становништва по националности 2002.‍ | Расподела становништва по националности 2002.‍ |
| --------------------------------------------- | --------------------------------------------- | --------------------------------------------- | --------------------------------------------- | --------------------------------------------- |
|                                               |                                               |                                               |                                               |                                               |
| Румуни                                        | Румуни                                        |                                               | 132                                           | 73,3%                                         |
| Роми                                          | Роми                                          |                                               | 48                                            | 26,7%                                         |